# Agathotoma
Agathotoma is een geslacht van weekdieren uit de klasse van de Gastropoda (slakken).

## Soorten
- Agathotoma aculea (Dall, 1919)
- Agathotoma alcippe (Dall, 1918)
- Agathotoma angusta (Bellardi, 1847) †
- Agathotoma apocrypha (Garcia, 2008)
- Agathotoma asthenika Rolán, Fernández-Garcés & Redfern, 2012
- Agathotoma camarina (Dall, 1919)
- Agathotoma candidissima (C. B. Adams, 1845)
- Agathotoma castellata (E. A. Smith, 1888)
- Agathotoma coxi (Fargo, 1953)
- Agathotoma ecthymata García, 2008
- Agathotoma eduardoi Rolán, Fernández-Garcés & Redfern, 2012
- Agathotoma finalis Rolán & Fernandes, 1993
- Agathotoma finitima (Pilsbry & Lowe, 1932)
- Agathotoma hilaira (Dall, 1919)
- Agathotoma kirshi Rolán, Fernández-Garcés & Redfern, 2012
- Agathotoma klasmidia Shasky, 1971
- Agathotoma merlini (Dautzenberg, 1910)
- Agathotoma neglecta (C. B. Adams, 1852)
- Agathotoma phryne (Dall, 1919)
- Agathotoma prominens Rolán, Fernández-Garcés & Redfern, 2012
- Agathotoma pseudolabratula Lozouet, 2015 †
- Agathotoma quadriseriata (Dall, 1919)
- Agathotoma secalis Shasky, 1971
- Agathotoma stellata (Mörch, 1860)
- Agathotoma subtilis (Watson, 1881)
- Agathotoma temporaria Rolán & Otero-Schmitt, 1999